# Songthela xiangnan
Espèce
Songthela xiangnan est une espèce d'araignées mésothèles de la famille des Liphistiidae.

## Distribution
Cette espèce est endémique du Hunan en Chine,. Elle se rencontre vers Hengyang.

## Description

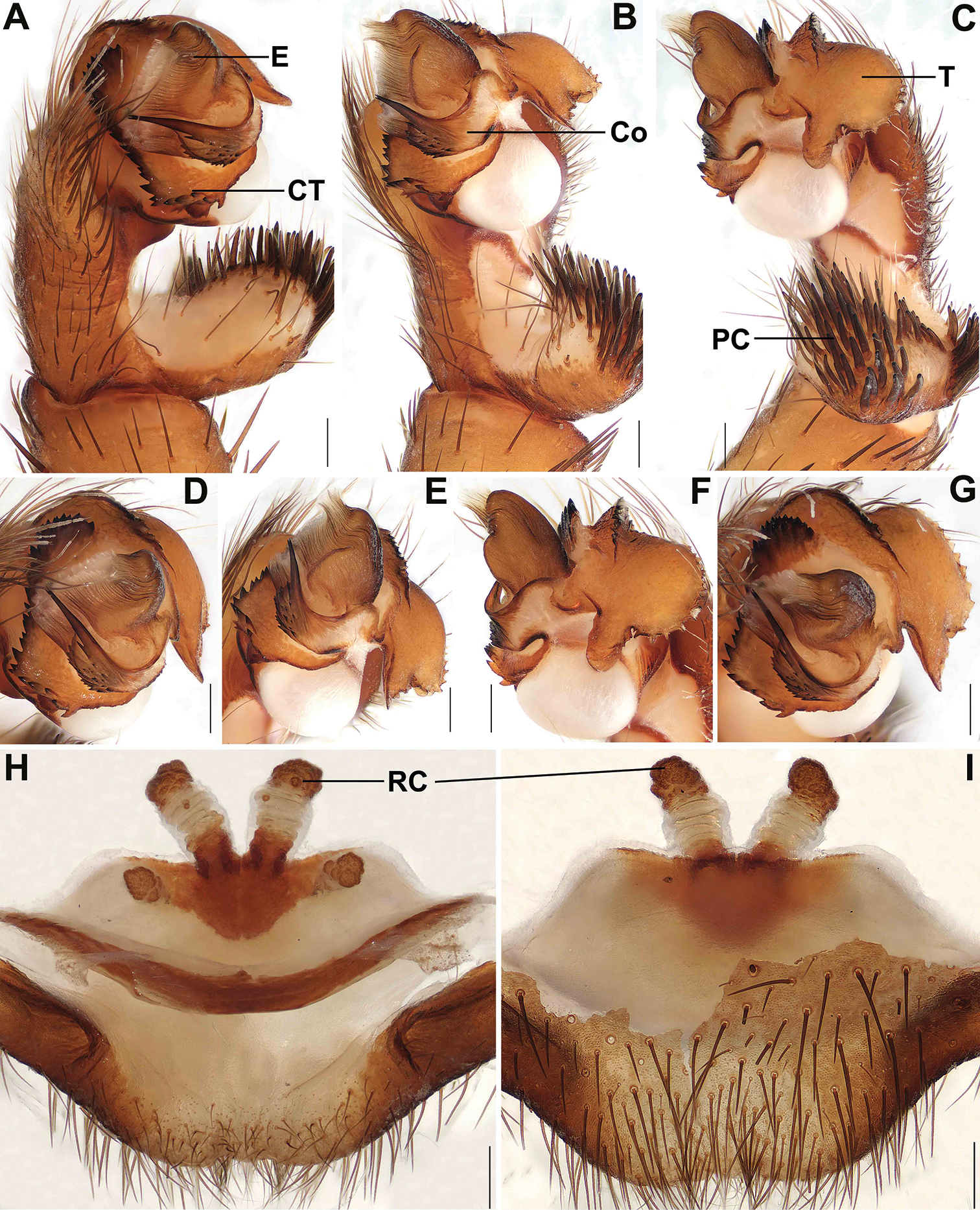
Anatomie génitale de Songthela xiangnan

Le mâle holotype mesure 10,80 mm et la femelle 14,31 mm.

## Systématique et taxinomie
Cette espèce a été décrite par Li, Liu, Li et Xu en 2020.

## Publication originale
- Li, Liu, Li & Xu, 2020 : « Two new species of the primitively segmented spider genus Songthela from Hunan Province, China (Mesothelae, Liphistiidae). » ZooKeys, no 937, p. 1-19.